# Associazione di categoria
Un'associazione di categoria è un'associazione che rappresenta e tutela gli interessi di una specifica categoria produttiva o professionale ovvero l'insieme di persone (fisiche o giuridiche) che esercitano un'attività economica o lavorativa, pubblica o privata.

## Caratteristiche
Essa, in qualità di unione organizzata che rappresenta e tutela gli operatori economici di un certo settore, assiste l'associato nei rapporti con la controparte, con le istituzioni, con gli enti pubblici, con le altre parti sociali. Inoltre eroga una serie di servizi di assistenza e consulenza in ambiti quali: contabilità e amministrazione; gestione paghe e contributi; gestione di aspetti economici e finanziari; rappresentanza sindacale; disbrigo di pratiche burocratiche; sicurezza e salute sul posto di lavoro; gestione di adempimenti (ambientali, privacy, ecc.); organizzazione di fiere, eventi formativi e viaggi; contrattualistica; analisi statistiche e raccolta dati. In genere, materie di interesse per un'impresa, lavoratore autonomo o ente della PA.
È una associazione di soggetti esercenti attività in campo economico. Per le peculiarità dei relativi iscritti, le associazioni di categoria dei lavoratori autonomi o delle microimprese hanno una certa affinità, almeno dal punto di vista formale, con le organizzazioni sindacali dei lavoratori subordinati/parasubordinati. Le associazioni di categoria, svolgendo prevalentemente o integralmente attività a rappresentanza e tutela dei loro aderenti, possono anche essere interlocutori dei sindacati dei lavoratori dipendenti e dei datori di lavoro.
In un'accezione più estensiva, possono essere considerate associazioni di categoria anche quelle organizzazioni che rappresentano interessi non propriamente economico-produttivi (nel senso dello scambio organizzato di beni e servizi) ma che sono al confine con questi, come ad esempio, associazioni culturali nell'ambito della valutazione e promozione di determinati prodotti o persone/animali/cose o territori/beni naturali.

## Tipologie
Esistono associazioni di categoria per ogni determinata tipologia economico-produttiva, suddivise per singola varietà di prodotto/bene o servizio (spesso anche in sotto-categorie più specifiche), per dimensione o struttura degli iscritti/rappresentati, per zona/territorio, per scopo o vocazione, ecc. Pertanto, vi sono numerosissime (spesso anche più di una per singola categoria) associazioni di categoria, per qualsiasi bene o servizio, in ambito industriale, artigianale, commerciale, agricolo, professionale e del terziario. Spesso, le associazioni di categoria che afferiscono ad un macro raggruppamento produttivo si uniscono in una confederazione (esempi: Confindustria, Confcommercio, Confesercenti, CNA, Assoturismo, Confprofessioni, Assoimprese ecc.).
Le Associazioni datoriali di categoria sono propriamente dei sindacati dei datori di lavoro, l'omologo di quelli dei lavoratori. Le categorie, in questo casi, sono i vari raggruppamenti professionali di tipo economico (ad esempio le imprese o i lavoratori autonomi) o pubblico (ad esempio le forze armate) o privati (ad esempio le famiglie).
Le espressioni territoriali delle associazioni di categoria (ovvero quelle di una regione, provincia o zona geografica) hanno un ruolo più attivo nei confronti delle micro e piccole imprese, dato che le grandi aziende solitamente possono portare a livello nazionale (o anche extra nazionale) i loro interessi.
Anche tra le istituzioni pubbliche (enti, aziende, funzioni, comparti, ecc.) vi sono associazioni di categoria.